# Асаба (область)
Асаба (араб. ولاية العصابة‎, фр. Assaba) — область на юге Мавритании.
- Административный центр — город Киффа.
- Площадь — 36 600 км², население — 249 596 человек (2000 год).

## География
На юго-западе граничит с областью Кудимага, на западе с областями Куркул и Бракна, на севере с областью Такант, на востоке с областью Ход-эль-Гарби, на юге с Мали.
В области расположено одно из немногочисленных озёр Мавритании — Ле-Бхейр.

## Административно-территориальное деление

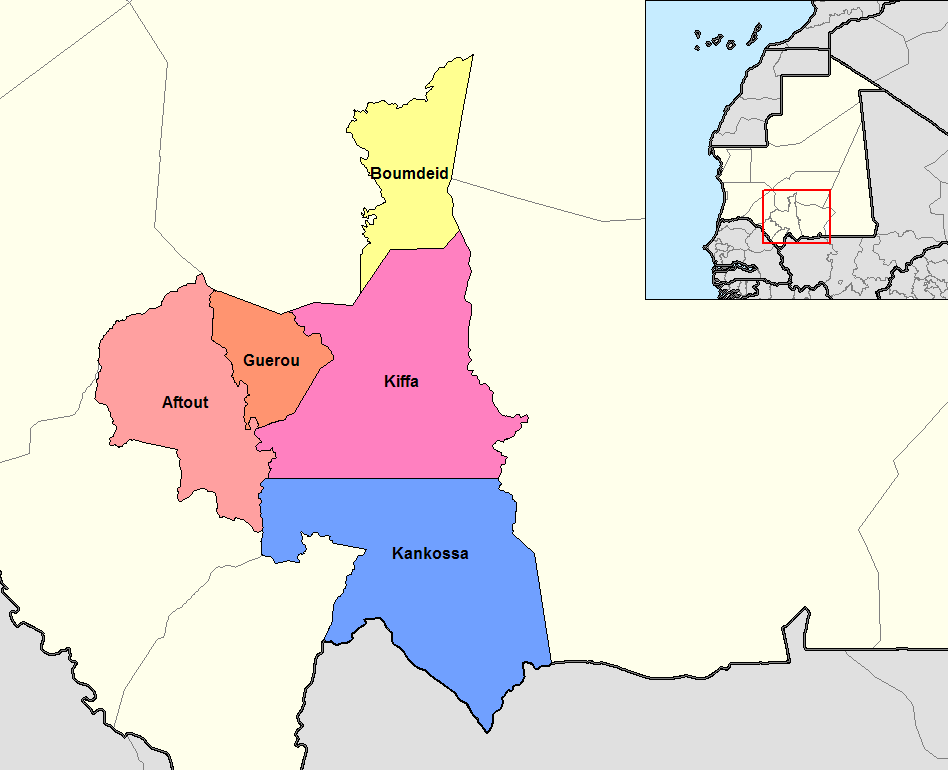
Департаменты области

Область делится на 5 департаментов:
- Афтут
- Бумдид
- Геру
- Канкосса
- Киффа